# Massacre de Pazigyi
Le massacre de Pazigyi est un massacre de civils par l'armée de l'air birmane survenu le 11 avril 2023, dans le village de Pazigyi, dans le canton de Kanbalu, dans la région de Sagaing, situé à 151 km à l'ouest de Mandalay, la deuxième plus grande ville de Birmanie. Pendant le massacre, l'armée de l'air de Birmanie a lancé une série de frappes aériennes lors de la cérémonie d'ouverture du bureau de l'administration populaire dans le village de Pazigyi, un grand rassemblement en territoire tenu par les rebelles, tuant au moins cent trente personnes dans l'attaque la plus meurtrière de la junte depuis sa prise du pouvoir lors du coup d'État de 2021,.

## Contexte
Le 1er février 2021, les forces armées birmanes ont organisé un coup d'État et renversé le gouvernement démocratiquement élu dirigé par la Ligue nationale pour la démocratie. Peu de temps après, l'armée a créé une junte, le Conseil administratif d'État (SAC), et a déclaré l'état d'urgence national. En réponse, des civils dans tout le pays ont organisé des manifestations à grande échelle pour résister à la prise de contrôle militaire.
En mai 2021, la résistance dirigée par des civils s'était transformée en une guerre civile contre le SAC, qui n'était pas disposé à faire des compromis. Pazigyi est situé au cœur du bouddhisme traditionnel Bamar, qui est rapidement devenu un bastion de la résistance contre le régime militaire. Pazigyi est un petit village d'environ 233 ménages, situé dans la plus grande région de Sagaing qui borde la deuxième plus grande ville du pays, Mandalay.
Début avril 2023, les troupes de l'armée birmane ont lancé une offensive militaire dans la région de Sagaing, où se trouve Pazigyi, pour intimider et réprimer la résistance locale, en brûlant et en attaquant des villages, en exécutant des villageois et en chassant des milliers de personnes de leurs maisons. Au 23 février, 14 des 50 cantons placés sous la loi martiale étaient situés dans la région de Sagaing.

## Massacre
Le 11 avril 2023, plus de huit cents manifestants se sont rassemblés à Pazigyi pour célébrer l'ouverture d'un bureau administratif de la Force de défense populaire. Quelque temps après le début de la célébration, un avion de chasse a bombardé la zone, faisant exploser des munitions à proximité, tuant d'autres personnes. Peu de temps après, un hélicoptère, peut-être un Mi-35, a tiré sans discernement sur des cibles en contrebas. Le raid aérien a entraîné la mort de plus de soixante civils et a laissé cinquante autres blessés, de nombreuses victimes étant des femmes et des enfants,. Le 11 avril à 5 h 23, un Mi-35 qui avait décollé de la base aérienne de Tada-U a lancé une deuxième attaque sur le village de Pazigyi,.
Le 11 avril, tard dans la nuit, le porte-parole de la junte, le général de division Zaw Min Tun, a confirmé que la frappe avait eu lieu, mais il n'a pas révélé combien de personnes avaient été tuées.

## Réactions

### Internationales
Le 11 avril, le secrétaire général de l'ONU, Antonio Guterres, a publié une déclaration dans laquelle il condamnait fermement l'attaque et exigeait que ses auteurs soient tenus pour responsables.
Le Département d'État américain a exprimé sa profonde inquiétude face aux frappes aériennes et a appelé le régime de Birmanie à mettre fin à ces horribles violences.
Le rapporteur spécial des Nations unies sur la situation des droits de l'homme au Myanmar, Tom Andrews (en), a déclaré que « les attaques de l'armée de Birmanie contre des innocents, y compris la frappe aérienne d'aujourd'hui à Sagaing, sont rendues possibles par l'indifférence mondiale et ceux qui leur fournissent des armes ».

### Nationales
Le Gouvernement d'union nationale (NUG) a ordonné que le drapeau de la Force de défense populaire (PDF) soit mis en berne pour commémorer les victimes des attaques aériennes de l'armée.
Le Comité Représentant Pyidaungsu Hluttaw a publié une déclaration avertissant qu'à moins que la communauté internationale ne prenne des mesures décisives contre l'armée terroriste, d'innombrables citoyens birmans continueront de périr.
Le ministère de la Défense du NUG a affirmé que l'attaque aérienne sur le village de Pazigyi constituait un crime de guerre et s'est engagé à expulser le régime militaire de Birmanie aussi rapidement que possible.
La ministre des Affaires étrangères du NUG, Zin Mar Aung, a annoncé qu'elle s'efforcerait d'obtenir justice pour le village de Pazigyi.
Le Conseil consultatif de l'État Karenni (KSCC) a déclaré dans un communiqué que le conseil militaire terroriste se livre à des massacres aériens massifs dirigés contre les civils, et a souligné la nécessité d'un effort concerté pour lutter contre la dictature militaire avec toute la force, pour mettre fin rapidement à leur règne.